# Эйткен, Мартин
Мартин Эйткен (англ. Martin Jim Aitken, 11 марта 1922, Стамфорд, Линкольншир — 13 июня 2017, Augerolles) — британский археометрист.

## Биография
Родился 11 марта 1922 года в Стамфорде, Линкольншир, и изучал физику в Уодхэм-колледже в Оксфорде. Он был сотрудником Линакр-колледжа в Оксфорде. Был профессором археометрии в Оксфордском университете с 1985 года до выхода на пенсию в 1989 году.
Эйткен организовал ежегодные встречи, которые стали Симпозиумом по археометрии и археологическим исследованиям. Он интересовался абсолютным датированием: радиоуглеродным датированием с 1957 года, термолюминесцентным датированием с 1960-х годов, а позже помог разработать оптически стимулированную люминесценцию как метод датирования.
Умер 13 июня 2017 года в возрасте 95 лет.